# Arboridia velata
Arboridia velata är en insektsart som först beskrevs av Ribaut 1952.  Arboridia velata ingår i släktet Arboridia och familjen dvärgstritar. Inga underarter finns listade i Catalogue of Life.